# Ullage
Unter Ullage (englisch u. a. für „Freiraum“, „Füllstand bis Tankdecke“) versteht man in der Seeschifffahrt den freien Raum bzw. den gemessenen vertikalen Abstand zwischen der Oberfläche einer Flüssigkeit in einem Tank (Füllstand) und dem oberen Abschluss des Tanks.

## Schifffahrt
Generell ist man auf Schiffen stets bestrebt, Tanks nur jeweils voll oder leer zu fahren, um die stabilitätsmindernde Wirkung freier Oberflächen zu reduzieren (Sloshing). Um Flüssigkeiten die Möglichkeit zu geben, sich bei einer Temperaturerhöhung auszudehnen, füllt man Schiffstanks (auch Tanks an Land) jedoch nur zu einem bestimmten Prozentsatz (beispielsweise 98 %). Bei einem zu 100 % gefüllten Tank bestünde die Gefahr, dass sich eine Ladungsflüssigkeit, die sich während der Reise erwärmt (Öl, Benzin, Chemikalien), so stark ausdehnt, dass sie über die Tanküberläufe ins Freie gelangt (Overflow). Der zu wählende verbleibende Freiraum hängt vom Ausdehnungsverhalten der Flüssigkeit ab (beispielsweise wird bei Palmöl ein Wert von etwa 1,5 % angenommen).
Ullage ist kein festes Maß, sondern lässt sich auch messen, wenn Tanks aus verschiedenen Gründen nur teilgefüllt gefahren werden. Zum Peilen des Ullage befinden sich an Deck von Tankschiffen als Ullageluken bezeichnete Öffnungen.

## Raumfahrt
In der Raumfahrt ergeben sich durch Ullage besondere Herausforderungen. In Mikrogravitation oder Schwerelosigkeit ist der Flüssigtreibstoff von Raketen nicht wie auf der Erdoberfläche am unteren Ende der Tanks, wo der Treibstoff entnommen wird, konzentriert. Das erschwert es, eine konstanten Zufuhr von Treibstoff zu den Triebwerken zu ermöglichen, die Raketentriebwerke oftmals benötigen. Es gibt verschiedene Lösungen für das Problem, etwa Ullage-Motoren, die kurz vor dem Start eines Triebwerkes Schub ausüben und durch die Beschleunigung den Treibstoff in eine Richtung des Tanks drücken. Sobald das Triebwerk gestartet ist, übernimmt es diese Funktion. Ullage-Motoren können z. B. kleine Feststoffraketen oder das Reaction Control System (RCS) eines Raumschiffes sein.